# Charles de Bourbon, prince de La Roche-sur-Yon
Charles de Bourbon-Montpensier, prince de la Roche-sur-Yon, né en 1515, mort à Beaupréau le 10 octobre 1565, est un prince du sang de la maison ducale de Bourbon-Montpensier.
Il participa comme chef militaire aux guerres d'Italie et aux guerres de religion et fut un familier de la reine Catherine de Médicis et le gouverneur du jeune roi Charles IX

## Biographie
Il est fils de Louis de Bourbon-Vendôme, prince de la Roche-sur-Yon, et de Louise de Bourbon, duchesse de Montpensier.
Il sert avec son frère Louis de Montpensier dans les guerres contre Charles Quint, en Provence (1536), en Artois (1537), au Roussillon (1542) et en Champagne (1544). Il est fait prisonnier près de Châlons-sur-Marne. Libéré, il fait partie de l'expédition chargée de défendre Metz assiégé par Charles Quint en 1552, puis rejoint Henri II qui assiège Renty en Artois. Henri II le fait gouverneur de la ville de Paris.
Sous le règne de François II, le prince se trouve présent aux conciliabules de Vendôme qui regroupent les partisans de son cousin Antoine de Bourbon, pour contrer la mainmise du pouvoir par les Guise (1559). Ces derniers tentent d'éloigner les Bourbons en les chargeant d'accompagner la sœur du roi, Elisabeth de France, lors de son voyage en Espagne où elle doit retrouver son époux le roi Philippe II. Le prince de la Roche-sur-Yon est du voyage et c'est à cette occasion qu'il remet au roi d'Espagne le collier de l'ordre de Saint-Michel (1560).
Au moment où commencent les guerres de religion, il est, contrairement à son frère, un catholique modéré et fait partie du groupe de familiers de la reine Catherine de Médicis qui est favorable à la politique de conciliation menée en faveur des protestants. En 1561, la reine fait du prince le gouverneur du jeune roi Charles IX.
Pendant la première guerre de religion, il sert dans l'armée royale et prend part aux sièges de Bourges et de Rouen (1562).
En guise de remerciement le roi érige la baronnie de Beaupréau en marquisat (1557) puis en duché simple (1562).
Gravement malade, Charles de La Roche-sur-Yon reçoit en 1565 la visite de la reine Catherine dans sa maison à Beaupréau. Il meurt le lendemain à l'âge de cinquante ans, regretté de la reine et sans postérité mâle.

## Famille
Il épouse en 1544 Philippes de Montespedon, dame de Beaupréau († 1578), et a comme enfants :
- Henri, marquis de Beaupreau (1545-1560) : Après avoir fait une chute de cheval, il est tué accidentellement par Robert de La Marck qui était accouru et qui l'écrasa faute d'avoir su arrêter à temps sa monture.
- Jeanne (1547 † 1548).

## Armoiries
| Blason | Blasonnement : écartelé en 1 et 4 d'azur à trois fleurs de lys d'or et au baton de gueules péri en bande chargé d'une lune d'argent au franc-quartier et en 2 et 3 d'azur à trois fleurs de lys d'or et au bâton de gueules péri en bande. |